# 松島海岸車站
松島海岸車站（日语：／ Matsushima-kaigan eki */?）是一由東日本旅客鐵道（JR東日本）所經營的鐵路車站，位於日本宮城縣宮城郡松島町境內，是仙石線沿線的車站之一。雖然位於距離都會區較遠的鄉間地帶，但由於松島海岸車站是被譽稱日本三景之一「陸奧之松島」的主要出入門戶，每年皆有大批來自日本國內外的觀光客在本站上下車，因此相對之下擁有較高的旅運人次。

## 簡介
在站務上，松島海岸車站隸屬於JR東日本仙台支社的管轄範圍，設有站長，並且也是松島町範圍內其他較小車站的管理車站，其管轄範圍遍及仙石線（高城町至陸前富山）與隔鄰的東北本線（松島至品井沼）。站內設有綠窗口，也有旅客服務中心及松島遊船的售票口。
松島海岸車站在1927年初設時本是宮城電氣鐵道所屬的車站，當時原名松島公園車站。1944年時宮城電氣鐵道收歸國有之後成為日本國鐵所屬的車站，並在同時更改為現在的松島海岸站名。
松島海岸車站在2002年時以「日本三景松島的玄關口」之理由，入選東北車站百選。
在連結既有的仙石線與東北本線而成的新路線系統仙石東北線（仙石東北ライン）於2015年開通前，本站原本是快速列車（紅快速、綠快速）的停車站，仙石東北線開始營運後，行走仙石線全線的快速列車全被取消，本站亦只保留為普通列車停車站。

## 車站結構
設有島式月台1個，共提供1面2線的配置。各線道兩端均設有出發訊號指示器，可作為臨時區間總站之用。

### 月台配置
| 月台 | 路線    | 方向 | 目的地                   |
| ---- | ------- | ---- | ------------------------ |
| 1    | ■仙石線 | 上行 | 本鹽釜、仙台、青葉通方向 |
| 2    | ■仙石線 | 下行 | 野蒜、矢本、石卷方向     |

## 相鄰車站
東日本旅客鐵道
■仙石線
陸前濱田－松島海岸－高城町

## 外部連結
- JR東日本－松島海岸車站 （页面存档备份，存于）（日語）